# Теодор Фрідріх Людвіг Ніс фон Ізенбек
Теодор Фрідріх Людвіг Ніс фон Ізенбек (нім. Theodor Friedrich Ludwig Nees von Esenbeck; 26 липня 1787 — 12 грудня 1837) — німецький ботанік та міколог, молодший брат ботаніка Христіана Готфріда Даніеля Ніс фон Ізенбека.

## Біографія
Народився 26 липня 1787 року в замку Райгенберг близько Райгельсгайма. Його батьком був графський слуга Йоганн Конрад Ніс, а матір звали Катаріна Фридерика Доротея Ізенбек. Він був п'ятою дитиною у сім'ї.
З 1805 року Теодор Фрідріх працював та навчався у аптекаря Вільгельма Мартіуса в Ерлангені. З 1811 до 1816 року він працював асистентом в аптеці сім'ї Бернуллі у Базелі. У 1816 році Теодор Ніс переїхав у Ханау. З 1817 року Теодор Ніс викладав ботаніку в Лейденському університеті, за підтримки Себальда Юстінуса Брюгманса став інспектором Лейденського ботанічного саду. У 1818 році Ерлангенський університет присвоїв Нісу ступінь доктора філософії. Згодом Ніс фон Езенбек став працювати у Боннському університеті та Ботанічному саду. У 1822 році він став екстраординарним професором фармації, а у 1827 році — повним професором. З 1833 року він був одним з директорів Боннського ботанічного саду.
Теодор Фрідріх Людвіг Ніс фон Ізенбек в основному займався фармакологічним аналізом та таксономією різних лікарських рослин.
Помер Теодор Ніс фон Ізенбек 12 грудня 1837 року.

## Окремі наукові праці
- Funck, H.C.; Nees von Esenbeck, T.F.L. in Sturm, J. (1819). Bryophyta, Lichenes. Deutschlands flora.
- Nees von Esenbeck, T.F.L. in Bolton, J. (1820). Jacob Boltons Geschichte der Merckwurdigsten Pilze. vol. 4.
- Weyhe, M.F.; Wolter, J.W.; Funke, P.W.; Nees von Esenbeck, T.F.L. (1822—1823). Plantae officinales.
- Nees von Esenbeck, T.F.L.; Sinning, W. (1824—1831). Sammlung schonbluhender Gewachse.
- Nees von Esenbeck, T.F.L. in Presl, C.B. (1825). Fungi. Reliquiae Haenkeanae.
- Nees von Esenbeck, T.F.L.; Ebermaier, C.H. (1830—1832). Handbuch der medicinisch-pharmaceutischen Botanik. 3 vols.
- Nees von Esenbeck, T.F.L.; Spenner, F.C.L.; Putterlick, A.; Endlicher, S.L.; Bischof, C.W.; Caspary, J.X.R.; [Schnizlein, A.C.F.H.C.; Brandis, D. (1833—1860). Genera plantarum florae germanicae. 31 vols.
- Nees von Esenbeck, T.F.L.; Henry, A.C.F.; Bail, C.A.E.T. (1837—1858). Das System der Pilze. 2 vols.

## Роди рослин, названі на честь Т. Ф. Л. Ніса фон Ізенбека[9]
- Esenbeckia Blume, 1825 [syn.  Neesia Blume, 1835, nom. cons.]
- Neesia Spreng., 1818, nom. rej. [syn.  Achillea L., 1753]
- Neesia Blume, 1835, nom. cons.